# O2 Czech Republic
O2 Czech Republic je firma patřící do investiční skupiny PPF. Je poskytovatelem kompletního spektra ICT služeb.
V roce 2009 byla Telefónica O2 Czech Republic sedmou největší českou firmou dle výše tržeb (59,889 mld.) a třetí největší českou firmou dle výše zisku (14,877 mld.). Na konci září roku 2009 společnost zaměstnávala 7 716 zaměstnanců (meziroční pokles o 13,7 %). V září 2010 měla firma 4 856 000 mobilních zákazníků a 1 686 000 pevných linek.

## Historie společnosti

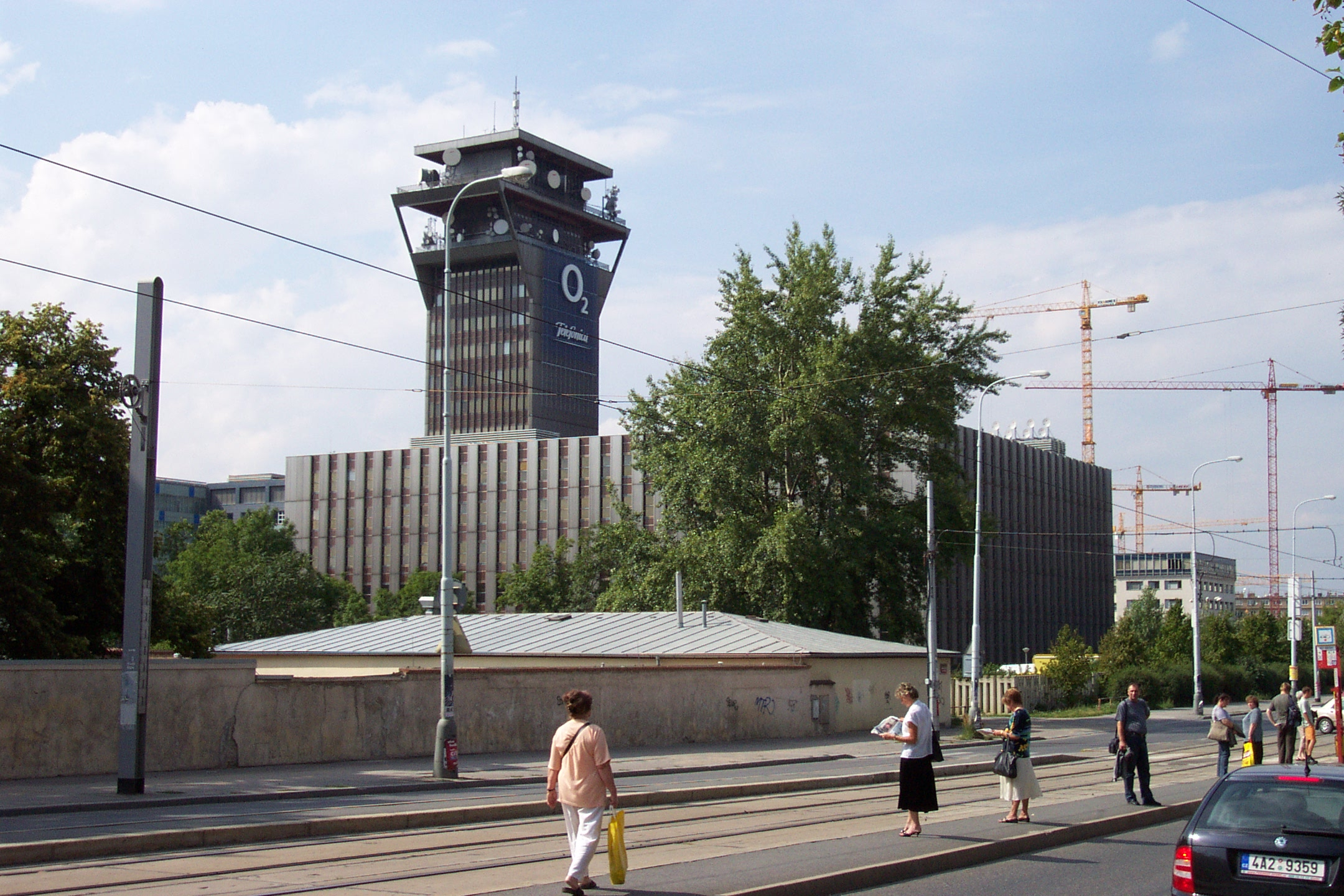
Bývalé sídlo společnosti v Olšanské ulici na Žižkově

Telefónica O2 Czech Republic vznikla 1. července 2006 přejmenováním Českého Telecomu, provozujícího pevné telefonní linky, a jeho sloučením se společností Eurotel Praha, provozující mobilní síť Eurotel. Obchodní značky Český Telecom a Eurotel zůstaly zachovány po následující dva měsíce. Od 1. září téhož roku byly služby společnosti sjednoceny pod značku O2. V dubnu 2011 valná hromada rozhodla o vypuštění O2 z názvu společnosti, tj. přejmenování na Telefónica Czech Republic.
1. listopadu 2008 společnost do dceřiné společnosti OMNICOM Praha sloučila další dceřiné společnosti DELTAX Systems a Telefónica O2 Services; zároveň byla přejmenována na Telefónica O2 Business Solutions. Společnost začala skupovat lokální ISP, k 1. říjnu 2011 byla tato aktiva odštěpena do nově vzniklé Internethome, s.r.o., která se koncem roku 2011 stala největším poskytovatelem bezdrátového internetu v České republice. Telefónica O2 Business Solutions se k 18. červnu 2012 sloučila s Telefónica Czech Republic a zanikla.
Na podzim 2013 odkoupila společnost PPF 66% podíl ve společnosti Telefónica ČR za 63,6 miliard Kč.
Dne 19. května 2014 valná hromada společnosti rozhodla o přejmenování společnosti na O2 Czech Republic a.s. Samotné přejmenování společnosti proběhlo zápisem do obchodního rejstříku 21. června 2014. Došlo tím k vypuštění slova Telefónica z názvu společnosti, přičemž logo O2 bude užívat maximálně 4 roky. Rok 2015 byl pro české O2 taktež zajímavým, spolu s trhem na Slovensku jsou v roce 2015 v zisku.
V České republice společnost provozovala jako jediná jak pevnou telefonní, tak i mobilní síť. Dne 1. června 2015 se společnost rozdělila na dvě samostatné firmy. Vzniklá společnost CETIN a.s. přebrala od O2 především telekomunikační infrastrukturu. Samotná společnost O2 Czech Republic a.s. nadále poskytuje telekomunikační služby koncovým zákazníkům.
Skupina PPF Telco s podílem přes 90 procent akcií O2 oznámila, že vykoupí zbývající podíly minoritních akcionářů. Návrh v prosinci 2021 odsouhlasila Česká národní banka a v lednu 2022 valná hromada O2.

### Mobilní sítě

#### CDMA
Společnost jako první spustila ve frekvenčním pásmu 450 MHz datovou službu založenou na technologii CDMA, přesněji CDMA2000 1xEVDO. Tato síť začala být vypínána 15. června 2019.

#### 3G
Společnost O2 jako první operátor v České republice spustil v komerčním provozu síť 3. generace 3G (UMTS FDD) pro mobilní telefony s možnosti videohovorů a rychlých datových přenosů prostřednictvím technologie HSDPA (teoretické maximum 3,6 MBit/s, výhledově až 14,4 MBit/s).
Do roku 2009 bylo 3G pokrytí soustředěno pouze na lokality Praha a Brno, v roce 2010 však bylo rozšířeno na Ústí nad Labem, Plzeň, Karlovy Vary, České Budějovice, Liberec, Hradec Králové, Pardubice, Olomouc, Zlín a Ostravu.
Operátor O2 vypnul 3G sítě 30. listopadu 2021. Frekvence budou využity pro modernější sítě 4G a 5G.

#### Modernizace a 5G
V roce 2021 začala modernizace sítě O2. Technologie od společnosti Huawei bude nahrazena výrobky firmy Ericsson. V souvislosti s touto akcí bude také nasazována technologie 5G

## Kontroverzní obchodní praktiky
Kontroverzní obchodní praktiky společnosti O2 Czech Republic vůči maloobchodním a firemním zákazníkům, včetně protisoutěžních praktik a dalších sporných činností, vyvolaly obavy kvůli své agresivní povaze, což vedlo k několika soudním sporům. Mezi ně patří:
- V březnu 2015 Vodafone Czech Republic zažaloval O2 Czech Republic za zneužití dominantního postavení na trhu pevného vysokorychlostního internetu. O2 údajně účtovalo nepřiměřeně vysoké velkoobchodní ceny, čímž omezovalo konkurenci, inovace a výběr zákazníků. Žaloba požadovala náhradu škody ve výši 385 milionů Kč za období 2011–2014.[24]

- V červenci 2016 O2 Czech Republic změnila mobilní datové tarify a zrušila zpomalený internet po vyčerpání dat, aniž by informovala zákazníky o možnosti ukončit smlouvu. dTest podal žalobu na O2 a požaduje vrácení změn. Spotřebitelé by měli ukončit smlouvu při změně podmínek, aby se vyhnuli pokutám.[25]

- V prosinci 2016 uložil Úřad pro ochranu hospodářské soutěže pokutu Vodafone a O2 ve výši 99 milionů Kč za protisoutěžní dohody, a Evropská komise vyšetřovala sdílení sítě mezi T-Mobile a O2 kvůli možným protisoutěžním praktikám.[26] V červenci 2019 obvinili regulátoři EU české mobilní operátory O2 CZ a T-Mobile CZ z porušení pravidel hospodářské soutěže EU prostřednictvím dohody o sdílení sítí. Tato dohoda údajně omezila konkurenci a inovace, což mohlo poškodit spotřebitele, zejména v hustě osídlených oblastech.[27] V červenci 2022 rozhodla Evropská komise, že O2 a T-Mobile mohou v České republice nadále vzájemně sdílet svoje mobilní sítě, aniž by to vedlo k narušení hospodářské soutěže. Operátoři ale musí do 28. října 2033 povinně dodržovat závazky, které sami EK předložili, aby rozptýlili její obavy z narušování soutěže. Po 6 letech tak skončilo šetření, které inicioval český konkurenční operátor Vodafone. Spolupráce operátorů trvá od roku 2011 a v roce 2014 se Vodafone neúspěšně pokoušel také ke sdílení sítí připojit.[28]

## Finanční výsledky

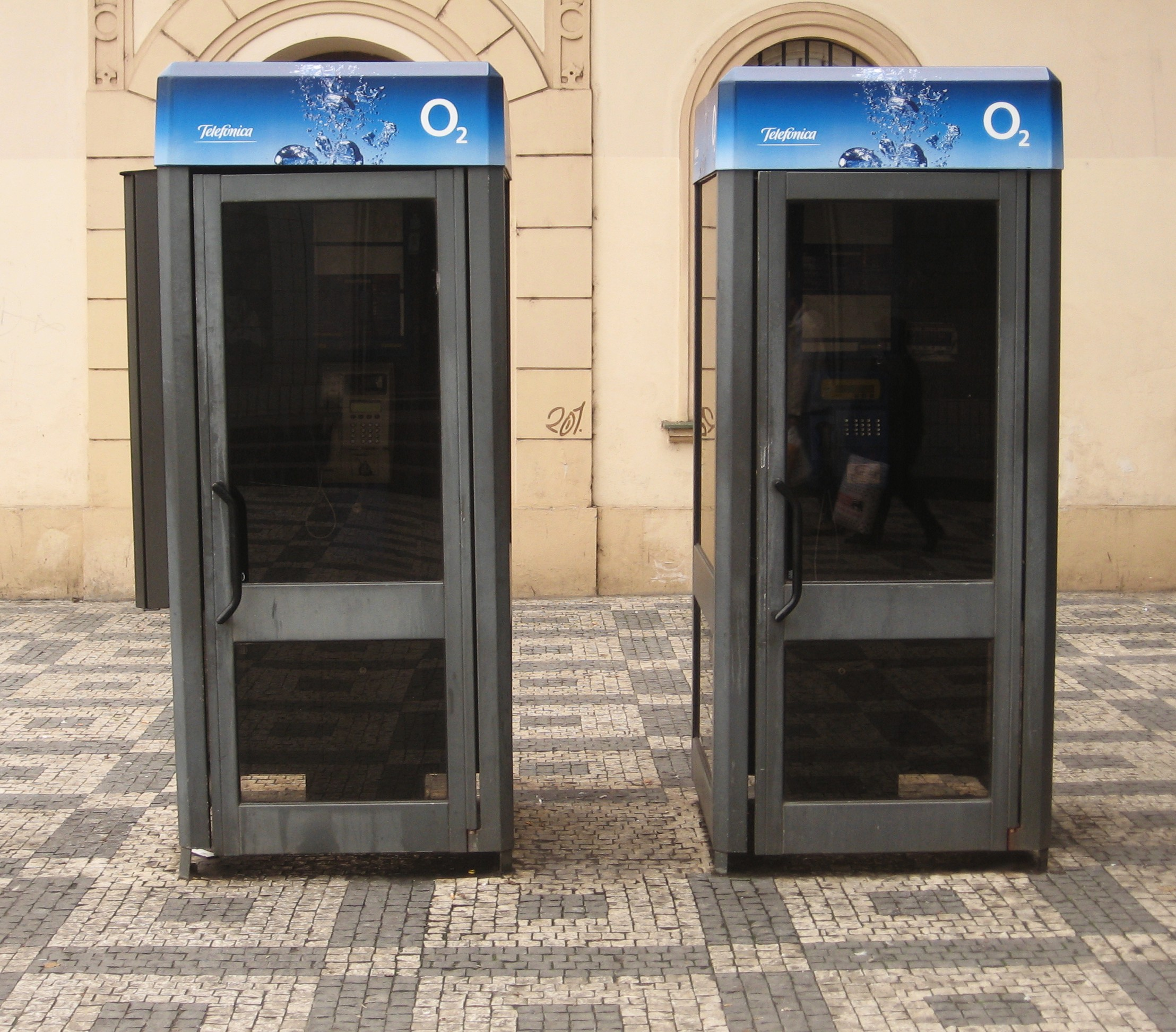
Veřejné telefonní automaty O2 Czech Republic

Finanční výsledky za 1. až 3. čtvrtletí roku 2010 ukázaly následující:
- Celkové výnosy z podnikání mobilního segmentu klesly v prvních třech čtvrtletích 2010 meziročně o 8,4 % na 21 444 mil. Kč a o 8,2 % ve třetím čtvrtletí 2010.
- Celkový počet mobilních zákazníků v České republice dosáhl ke konci září výše 4 856 000, meziročně o 1,4 % méně.
- Počet smluvních zákazníků vzrostl meziročně o 2,6 % na 2 819 tisíc na konci třetího čtvrtletí 2010.
- Počet aktivních zákazníků předplacených služeb dosáhl na konci třetího čtvrtletí výše 2 038 tisíc, meziročně o 6,4 % méně.
- Celkové výnosy z podnikání v segmentu pevných linek klesly v prvních třech čtvrtletích 2010 meziročně o 8,9 % na 18 255 mil. Kč.
- Celkový počet pevných linek poklesl do konce září 2010 meziročně o 5,8 % na 1 686 tisíc. Ve třetím čtvrtletí 2010 dosáhl čistý pokles počtu pevných linek 23 tisíc, o 22,8 % méně oproti druhému čtvrtletí a o 31,8 % méně oproti prvnímu čtvrtletí 2010. Důvodem byl nárůst počtu zákazníků využívajících služeb vysokorychlostního internetu bez hlasového paušálu.
- Počet přípojek ADSL dosáhl na konci třetího čtvrtletí 2010 výše 777 tisíc, meziročně o 11,3 % více, když čistý přírůstek ve třetím čtvrtletí 2010 dosáhl 20 tisíc.
- Počet zákazníků služby O2TV dosáhl 131 tisíc.

Finanční výsledky společnosti za rok 2015 vypadají následovně:
- Celkové výnosy společnosti dosáhly za rok 2015 na 37,385 miliardy korun českých.
- Firma O2 Czech Republic snížila provozní náklady o 19%.
- Čistý zisk společnosti vzrostl v roce 2015 o 45% na 5,077 miliardy korun českých.
- Provozní zisk EBITDA činil 10,142 miliardy korun českých, vzrostl tedy o 25%.

Finanční výsledky společnosti za rok 2016 vypadají následovně:
- Celkové výnosy společnosti dosáhly za rok 2015 na 37,522 miliardy korun českých.
- Čistý zisk společnosti vzrostl v roce 2016 o 3,6% na 5,259 miliardy korun českých.
- Provozní zisk EBITDA činil 10,451 miliardy korun českých, vzrostl oproti roku 2015 o 3%.
- Počet zaměstnanců ke konci roku 2016 byl 4,882.
- Počet zákazníků v ČR na mobilních službách 5,97 milionů (rok 2020).[17]
- Počet zákazníků služby O2TV dosáhl 221 tisíc.

## Virtuální mobilní sítě
Od 7. listopadu 2012 provozovala Telefónica O2 virtuální mobilní sítě. Jako první pod názvem BLESKmobil pro vydavatelství Czech News Center. Nyní je v sítí O2 nejméně 5 viruálních operátorů: Blesk Mobil, Tesco Mobile, ČEZ a méně známí EMEA s.r.o. a O2 family (dříve Bonerix), ten s neveřejnou nabídkou sdružující pův. zákazníky několika tzv. šedých operátorů a později zvýhodněné nabídky pro zaměstnance firem, od 4.7.2012 je 100% dceřinou společností O2 Czech Republic, a.s. 1. června 2015 byl Bonerix přejmenován na O2 Family a upraven ceník. Dříve v síti O2 působil Gorila Mobil, který byl poté odkoupen O2 a po několika měsících zrušen.

## Další aktivity O2
Mezi nejvýznamnější doplňkové aktivity společnosti O2 patří:
- Bolt Start Up Development – startup akcelerátor
- Nadace O2 – podpora dětí a mladých lidí